# Han Xu (cestista)
Han Xu (韓旭T, 韩旭S, Hán XùP; Shijiazhuang, 31 ottobre 1999) è una cestista cinese.

## Carriera
È stata selezionata dalle New York Liberty al secondo giro del Draft WNBA 2019 (14ª scelta assoluta).
Con la Cina ha disputato i Giochi olimpici di Tokyo 2020, due edizioni dei Campionati mondiali (2018, 2022) e due dei Campionati asiatici (2019, 2021).